# Југоисточносоломонски језици
Југоисточносоломонски језици су језички комплекс или породица језика и једна од грана океанских језика. Састоји се од 26 језика који су у употреби на југоистоку Соломонових Острва, од врха острва Санта Изабел до острва Макира (раније Сан Кристобал). Чињеница да постоји мала разлика међу овим језицима, у поређењу са другим гранама океанских језика сличне величине у Меланезији, упућује на закључак да је до њиховог ширења и поделе дошло у релативно скорој прошлости. Буготујски је један од најконзервативнијих језика.

## Језици
Према Линчу, Росу и Краулију (2002), језици ове породице су подељени на следећи начин:
- Буготујско-гелајско-гвадалканалски језици
  - Буготујски
  - Гелајско-гвадалканалски језици
    - Гелајски језици: ленгојски и гелајски
    - Гвадалканалски језици: бираојски, гаријски, малангојски и талисејски
- Лонгујско-малаитско-макирски језици
  - Лонгујски
  - Малаитско-макирски језици
    - Малаитски
      - Средњосеверни малаитски језици: северномалаитски (тоабаитски, баелелејски, баегујски и фаталечки), лаујски, квараејски, лангалангајски (или валајски), гулалајски, квајоски и дориојски
      - Јужномалаитски језици: ареарески, мараујски и орохајски

    - Макирски језици (или санкристобалски): аросијски, фагански, бауројски, кахуајско–овајски и ?мараувавски
    - Саски

## Основни речник
Основни речник (вокабулар) у многим југоисточним соломонским језицима је неправилан, а многи облици немају праокеанске когнате. У табели испод, језици гелајски и аросијски су упоређени са три северозападносоломонска језика. Неправилни облици су писани искошено.
| Српски      | рука   | ухо     | јетра  | кост    | кожа      |
| ----------- | ------ | ------- | ------ | ------- | --------- |
| Праокеански | *lima  | *taliŋa | *qate  | *suRi   | *kulit    |
| Риријски    | karisi | ŋgel    | tutuen | punda   | kapat     |
| Забански    | kame   | taliŋa  | kola   | huma    | kafu      |
| Марингијски | lima   | khuli   | khebu  | knubra  | guli      |
| Гелајски    | lima   | kuli    | ate    | huli    | gui-guli  |
| Аросијски   | rima   | kariŋa  | rogo   | su-suri | ʔuri-ʔuri |